# 간재선생유지
간재 선생 유지(艮齋 先生 遺址)는 대한민국 전북특별자치도 부안군 계화면 계화리에 있는, 전우(1841∼1922)선생이 학문을 연구하던 곳이다. 1974년 9월 27일 전라북도의 기념물 제23호로 지정되었다.

## 개요
조선 후기의 성리학자 전우(1841∼1922년)선생이 학문을 연구하던 곳이다.
선생은 임헌회 문하에서 20년간 학문을 배웠으며, 고종 19년(1882년) 벼슬에 올랐으나 곧 사임하고 학문에만 전념하였다. 1910년 국권이 일제에 강탈되자 선생은 통분해하며 스스로 귀향하여 도학으로 국권을 회복하고자 노력하였다. 그러나 의병을 일으키지 않고 도학만을 이야기한다고 하여 지탄을 받기도 하였다. 1922년까지 이곳에서 도학을 가르치며 항일정신을 고취하여 민족정기를 진작하는데 일생을 바쳤다.
전우 선생의 성리학적 연구 업적은 높이 평가되고 있으며, 전통적인 유학사상을 그대로 실현시키려 한 점에서 조선 최후의 정통 유학자로서 추앙받고 있다.

## 참고 자료
- 간재선생유지 - 국가유산청 국가유산포털